# Voicu Bugariu
Voicu Bugariu (Előpatak, 1939. július 6.) román író, újságíró, kritikus.

## Élete
A jászvásári egyetemen hallgatott filozófiát. 1966 és 1974 közt a brassói Astra magazin, 1974 és 1992 közt a bukaresti Luceafărul magazin szerkesztője volt. 1990 és 1994 közt a kölni Deutsche Welle rádióállomás bukaresti tudósítójaként tevékenykedett. 1996 és 2006 közt kéthetente publicisztikával jelentkezett a brassói Monitorul Expres című lapban. 2008 és 2009 közt újra a brassói Astra című magazinnak dolgozott. Ezeken kívül több más irodalmi, illetve politikai lap külső munkatársa volt. A Román Írószövetségnek 1973 óta tagja. 

## Művei

### Regények
- Literații se amuzau (1983)
- Curajul (1985)
- Coborâre în ape (1986)
- Platforma (1988)
- August-Decembrie (1990)

Paul Antim álnév alatt:
- Dispariția unui contabil (1977)
- Balaban și statuia (1981)
- Un Casanova călătorește spre iad (1992)

### Fantasztikus regények
- Sfera (1973)
- Visul lui Stephen King (2002)
- Curtezana onestă și astrologul (2011)
- Jocul zeilor (2017)

Roberto R. Grant álnév alatt:
- Zeul Plictiselii (1997)
- Animalul de beton (1998)
- Generatorul de realitate (1998)

### Elbeszélések
- „Mozart și moartea” (2003)

### Fantasztikus antológia
- Vocile vikingilor (1970)

### Fantasztikus elbeszélések
- „Recital de balet vechi” (1966)
- „Cercul iubirii” (1967)
- „Reîntoarcerea” (1968)
- „Scrisoare” (1969)
- „Vocile vikingilor” (1970)
- „Lumea lui Als Ob” (1981)